# Cinnamylchlorid
Cinnamylchlorid (trans-3-Phenylallylchlorid) gehört zu den Aromaten mit einer trans-substituierten Kohlenstoff-Kohlenstoff-Doppelbindung in der Seitenkette. Es ist ein mit einer Phenylgruppe substituiertes Allylchlorid. Es ist nicht zu verwechseln mit Cinnamoylchlorid, dem Zimtsäurechlorid. Das isomere cis-Cinnamylchlorid hat nur eine geringe Bedeutung. Die Angaben in diesem Artikel beziehen sich nur auf das trans-Cinnamylchlorid.

## Gewinnung und Darstellung
Cinnamylchlorid kann durch Reaktion von Cinnamylalkohol und Thionylchlorid oder Salzsäure gewonnen werden.